# کولتون هرتا
کولتون هرتا (زادهٔ ۳۰ مارس ۲۰۰۰) راننده خودروی مسابقه‌ای اهل ایالات متحده آمریکا است. او در حال حاضر با تیم آندرتی گلوبال در مسابقات سری ایندی‌کار شرکت می‌کند.  کولتون هرتا جوان ترین راننده ای است که در مسابقات سری ایندی‌کار به پیروزی رسیده است.
او پسر راننده سابق مسابقات سری ایندی‌کار، برایان هرتا است.

## ایندی لایت
در سال ۲۰۱۷، هرتا به تیم تازه تاسیس استاینبنر ریسینگ پیوست تا خودرو شماره ۹۸ را در مسابقات ایندی لایت رانندگی کند.  او سال را با عملکردی خوب و با کسب مقام دوم در اولین مسابقه در پیست خیابانی سنت پترزبورگ آغاز کرد و آن را با پیروزی یکشنبه دنبال کرد که تبدیل به اولین برد کولتون در ایندی لایت شد. او دومین پیروزی خود را در مسابقه بعدی در باربر موتوراسپرت پارک، و در چهارصدمین مسابقه سری ایندی لایت به دست آورد.  هرتا در پایان فصل برنده جایزه برترین راننده تازه کار سال شد و در جدول رده بندی مسابقات قهرمانی رانندگان در جایگاه سوم قرار گرفت.
در سال ۲۰۱۸، هرتا در مسابقات ایندی لایت باقی ماند. او چهار مسابقه را در این فصل برد، از جمله هر سه مسابقه در ایندیاناپولیس موتور اسپیدوی. هرتا فصل را در رده بندی امتیازی در جایگاه دوم و پایین تر نسبت به هم تیمی خود در تیم آندرتی، پاتو اووارد به پایان رساند.

## ایندی کار
در سپتامبر ۲۰۱۸، هرتا اولین مسابقه خود را در سری ایندی‌کار در مسابقه پایانی فصل درپیست سونوما ریسوی انجام داد، او در این مسابقه برای تیم هاردینگ ریسینگ رانندگی کرد.

## مسابقات ایمسا
هرتا در مسابقات ۲۴ ساعته دیتونا سال ۲۰۱۹ با خودرو بی‌ام‌و ام۸ جی‌تی‌ای برای تیم راحال لترمن لانیگان ریسینگ برای مسابقات قهرمانی خودروهای ورزشی ایمسا شرکت کرد.  او به همراه رانندگان کانر دی فیلیپی، آگوستو فارفوس و فیلیپ انج، در این مسابقه و کلاس جی‌تی‌ لمانز به پیروزی رسید.

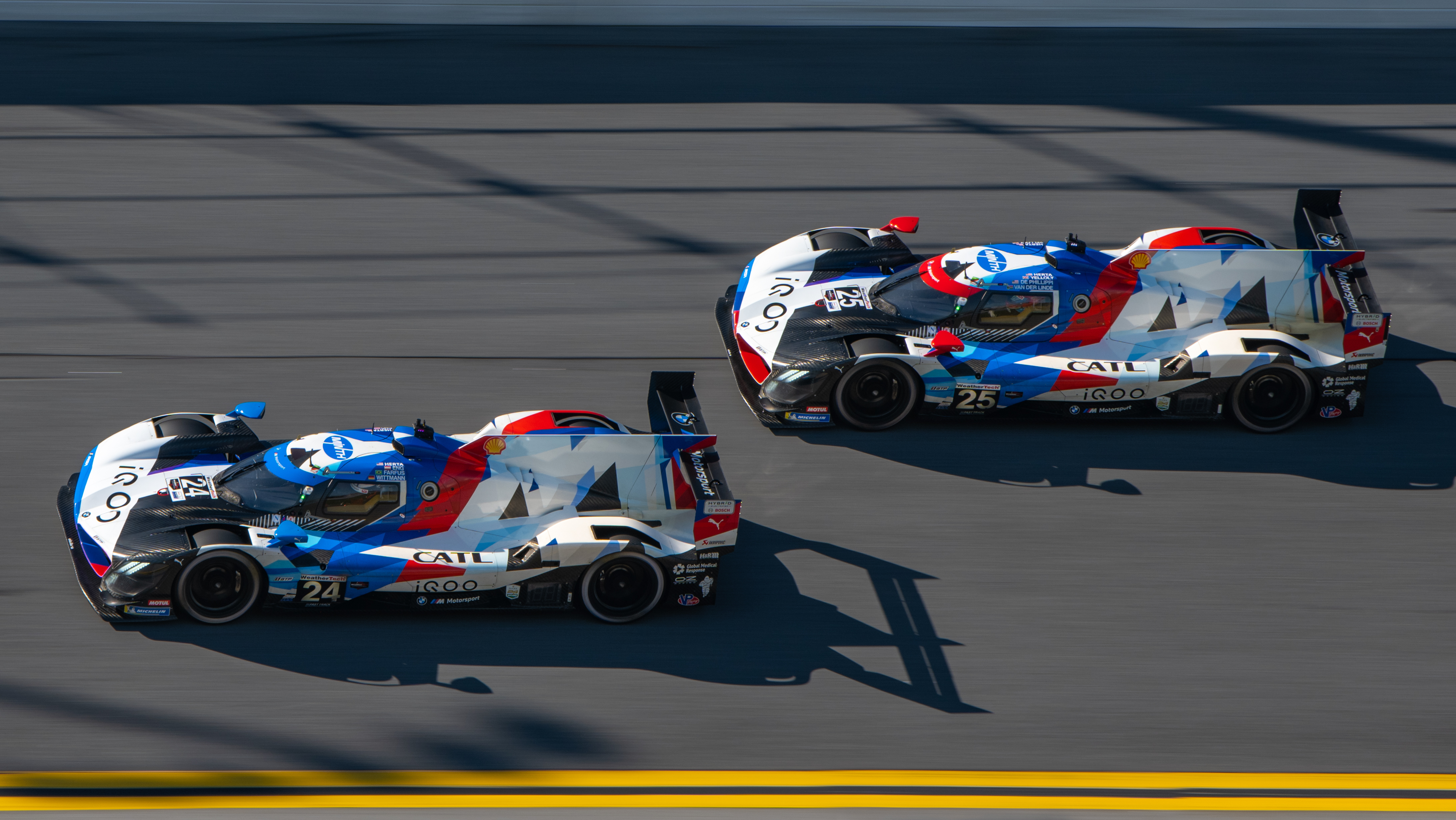
هرتا همراه با خودرو شماره ۲۵ بی‌ام‌و ام هایبرید وی۸ در مسابقه ۲۴ ساعته دیتونا

هرتا در سال ۲۰۲۲ به مسابقه دیتونا ۲۴ ساعته بازگشت و در این مسابقه شرکت کرد او با رانندگان مسابقات سری ایندی‌کار، پاتو اووارد و دولین دیفرانچسکو و همراه اریک لوکس در کلاس ال‌ام‌پی۲ برای تیم دراگون‌اسپید  رانندگی کرد. این چهار راننده پس از برتری هرتا در ۱۱ دقیقه پایانی مسابقه، پیروز این مسابقه ۲۴ ساعته شدند.
در اواخر سال ۲۰۲۲ هرتا به عنوان یکی از رانندگان خودرو پروتوتایپ بی‌ام‌و ام هایبرید وی۸ جدید انتخاب شد تا با تیم راحال لترمن لانیگان در سری مسابقات ایمسا فصل ۲۰۲۲ رانندگی کند.
کولتون هرتا در سری مسابقات ایمسا فصل ۲۰۲۴ با خودرو آکورا شماره ۴۰ و برای وین تیلور ریسینگ همراه با آندرتی اتواسپورت رانندگی کرد و اولین برد کلی خود را در این سری در مسابقه ۱۲ ساعته سیبرینگ به دست آورد.

## زندگی شخصی
هرتا نوازنده موسیقی درام است همچنین عضو گروه پانک راک مستقل زیبس نیز است، هرتا این گروه را در سال ۲۰۱۸ با دوستان دبیرستانی خود جان گرابر و کریس برادبنت تشکیل داد.